# Jochen Rädeker
Jochen Rädeker (* 1967 in Hannover) ist ein deutscher Grafikdesigner, Buchautor und Hochschullehrer für Corporate Identity und Corporate Design.

## Leben
Rädeker studierte Grafikdesign an der Kunstakademie Stuttgart. Nach freien künstlerischen Arbeiten gründete Rädeker gemeinsam mit einer Gesellschafterin eine Designagentur mit Sitz in Stuttgart und Berlin und ist heute Geschäftsführer des Mutterunternehmens. Rädeker arbeitet für große deutsche Konzerne wie adidas, Audi, Deutsche Post DHL Group, Vorwerk sowie für Kulturinstitutionen wie das Staatstheater Stuttgart und die Ruhrtriennale oder Verbände wie den Deutschen Fußball-Bund (DFB). 2013 gründete er mit einer Gesellschafterin ein Designlabel mit Sitz in Berlin, das Manufakturprodukte mit Typografiebezug produziert und vermarktet. Jochen Rädeker ist Mitglied im Type Directors Club New York, dem D&AD London und dem Art Directors Club Deutschland. 2004 wurde Rädeker Vorstandsmitglied des ADC und 2009 zum Vorstandssprecher gewählt. Zum Wintersemester 2012 wurde Rädeker zum Professor für Corporate Identity und Corporate Design an der Hochschule Konstanz Technik, Wirtschaft und Gestaltung berufen, seit 2019 ist er Dekan der Fakultät für Architektur und Gestaltung.

## Auszeichnungen
Die Arbeiten von Rädeker wurden mit rund 500 internationalen Awards ausgezeichnet, darunter jeweils über 30 Auszeichnungen des Type Directors Club New York und des red dot sowie je zwei Grands Prix bei den New York Festivals, der Berliner Type und der Internationalen Kalenderschau. 2007 wurde Strichpunkt zur ADC Designagentur des Jahres gewählt, 2008 zur red dot design agency of the year. Das Berliner Ladengeschäft wurde zusammen mit sechs anderen Geschäften vom Handelsverband Deutschland als Store of the year 2014 ausgezeichnet.

## Veröffentlichungen (Auswahl)
- AR – Die Zukunft gehört den Mutigen. Verlag Hermann Schmidt, Mainz 2002, ISBN 3-87439-606-1.
- Finest Facts & Figures. Verlag Hermann Schmidt, Mainz 2004 / 2007, ISBN 978-3-87439-709-4.
- Finest Facts & Figures. Dalian University of Technology Press, 2006, ISBN 7-5611-3106-2.
- The Book of Independence. Verlag Hermann Schmidt, Mainz 2008, ISBN 978-3-87439-704-9.
- mit Kirsten Dietz: Reporting – Unternehmenskommunikation als Imageträger. Hermann Schmidt Verlag, Mainz 2011, ISBN 978-3-87439-810-7.
- Good Design is a tough Job. Verlag Hermann Schmidt, Mainz 2011, ISBN 978-3-87439-827-5.
- An apple a day. Verlag Hermann Schmidt, Mainz 2018 / 2019 / 2020 / 2021 / 2022, EAN 42 6017281 090 6.
- Verkauf Dich! Verlag Hermann Schmidt, Mainz 2024, ISBN 978-3-7526-2931-6.
- Gault&Millau Restaurantguide Deutschland - Die besten Restaurants 2025. Hrsg. Henris Edition, Verlag Edition Fischer, München 2025, ISBN 978-3-7459-2581-4.